# Jules Coeck
Jules Coeck (Oppuurs, 24 november 1905 - Puurs, 29 oktober 1971) was een Belgisch syndicalist.

## Levensloop
Coeck was aanvankelijk werkzaam als bode bij Minerva en vervolgens Titan Anversois. Vervolgens was hij werkzaam bij het ACV, alwaar hij vanaf 1935 vrijgestelde was voor de  Christelijke Centrale der Metaalbewerkers van België (CCMB) Mechelen-Turnhout.
In 1945 werd Coeck aangesteld als algemeen secretaris van deze vakcentrale en in 1960 volgde hij Arthur Bertinchamps op als voorzitter, een functie die hij uitoefende tot 1 december 1970. Hij was echter sinds 1 mei 1969 werkonbekwaam verklaard wegens gezondheidsredenen. Coeck werd in deze hoedanigheid opgevolgd door Gerard Heiremans.